# 腾飞路街道
腾飞路街道，是中华人民共和国河北省秦皇岛市海港区下辖的一个乡镇级行政单位。

## 行政区划
腾飞路街道下辖以下地区：
邢庄村、王校庄村、计新庄村、杨庄户村、义卜寨村、深河村、东甸子村、望海店村、西张庄村、凤凰店村、约合庄村、许庄村、烟台山村、大毛义庄村、小毛义庄村、华义庄村和西场村。